# Zofia Tomczyk
Zofia Maria Tomczyk (ur. 7 stycznia 1920 w Horodkowie w gminie Knihynicze, zm. 10 lutego 2006) – polska rolniczka i działaczka ruchu ludowego, poseł na Sejm Ustawodawczy oraz na Sejm PRL I, IV i V kadencji.

## Życiorys
Córka Wojciecha i Bronisławy. Przed II wojną światową oraz w latach 1946–1947 należała do Związku Młodzieży Wiejskiej RP „Wici”. W czasie okupacji znalazła się na terenie Związku Radzieckiego w rejonie Pietropawłowska (przebywając tam w latach 1940–1946), gdzie została członkinią Związku Patriotów Polskich. Od 1944 do 1945 była sekretarzem obwodowego zarządu ZPP we Woroszyłowgradzie, a następnie do 1946 instruktorem Wydziału Organizacyjnego do spraw repatriacji Zarządu Głównego ZPP w Moskwie. W 1945 wstąpiła do Stronnictwa Ludowego. Po powrocie do kraju w 1946 została instruktorką w wydziale organizacyjnym Naczelnego Komitetu Wykonawczego SL i wiceprezesem zarządu wojewódzkiego SL w Warszawie. Potem, w latach 1947–1949, była kierowniczką Wydziału Kobiecego NKW SL. Od 1948 zasiadała także w Radzie Naczelnej partii, podejmując także pracuję w takowym wydziale Samopomocy Chłopskiej. W 1948 objęła funkcję sekretarza Centralnej Rady Kobiecej Związku Samopomocy Chłopskiej.
W 1949 wraz z SL przystąpiła do Zjednoczonego Stronnictwa Ludowego, gdzie zasiadała do 1964 w NK (do 1956 NKW, będąc zastępcą kierownika wydziału organizacyjnego, a od 1951 także Głównej Komisji Kontroli Społecznej), następnie do 1976 w Głównym Sądzie Partyjnym (do 1973 jako wiceprzewodnicząca), a od 1976 do 1980 w Głównej Komisji Rewizyjnej. Działała też w Lidze Kobiet, w latach 1956–1957 była wiceprzewodniczącą jej Zarządu Głównego. Od stycznia 1958 do lipca 1983 była sekretarzem Ogólnopolskiego Komitetu Frontu Jedności Narodu. Zasiadała również w prezydium Zarządu Głównego Ligi Ochrony Przyrody.
W 1947, 1952, 1965 i 1969 uzyskiwała mandat posła kolejno na Sejm Ustawodawczy oraz na Sejm PRL I, IV i V kadencji z okręgów odpowiednio Gliwice, Prudnik i dwukrotnie Wrocław. Przez trzy kadencje zasiadała w Komisji Obrony Narodowej. W Sejmie Ustawodawczym była członkinią Komisji Kultury i Sztuki, Komisji Pracy i Opieki Społecznej, Komisji Konstytucyjnej oraz Komisji Ordynacji Wyborczej. W I kadencji zasiadała w Komisji dla rozpatrzenia zmian Ordynacji Wyborczej oraz pełniła funkcję zastępcy przewodniczącego Komisji Pracy i Zdrowia. Następnie w trakcie IV kadencji była członkiem Komisji Przemysłu Lekkiego, Rzemiosła i Spółdzielczości Pracy, w V kadencji została przewodniczącą Komisji Leśnictwa i Przemysłu Drzewnego.
Z zawodu była rolniczką. W 1955 ukończyła naukę w Centralnej Szkole Partyjnej i w Wyższej Szkole Nauk Społecznych przy KC PZPR.
Pochowana na Cmentarzu Wojskowym na Powązkach (kwatera IIC28-21-5).

## Odznaczenia
- Order Sztandaru Pracy II klasy (1964)[2]
- Krzyż Komandorski Orderu Odrodzenia Polski (1955)[3]
- Brązowy Krzyż Zasługi (1946)[4]
- Medal 10-lecia Polski Ludowej (1955)[5]
- Odznaka 1000-lecia Państwa Polskiego (1966)[6]
- Honorowa odznaka Zrzeszenia Studentów Polskich (1962)[7]
- Złota Odznaka honorowa „Za Zasługi dla Warszawy” (1975)[8]